# Elezioni comunali in Campania del 2025
Le elezioni comunali in Campania del 2025 si sono tenute il 25 e 26 maggio (con ballottaggio l'8 e 9 giugno).

## Riepilogo sindaci eletti
| Provincia | Comune                | Sindaco uscente | Sindaco uscente    | Sindaco eletto | Sindaco eletto              | Primo turno | Primo turno | Secondo turno | Secondo turno | Seggi   |
| Provincia | Comune                | Sindaco uscente | Sindaco uscente    | Sindaco eletto | Sindaco eletto              | Voti        | %           | Voti          | %             | Seggi   |
| --------- | --------------------- | --------------- | ------------------ | -------------- | --------------------------- | ----------- | ----------- | ------------- | ------------- | ------- |
| Napoli    | Casavatore            |                 | Giovanni Lucchese  |                | Fabrizio Celaj (PD)         | 4.849       | 50,46       | —             | —             | 10 / 16 |
| Napoli    | Giugliano in Campania |                 | Carmine Valente    |                | Diego Nicola D'Alterio (PD) | 22.426      | 51,14       | —             | —             | 20 / 32 |
| Napoli    | Marigliano            |                 | Ida Carbone        |                | Gaetano Bocchino (PD)       | 9.494       | 55,20       | —             | —             | 10 / 16 |
| Napoli    | Nola                  |                 | Maria Lucia Trezza |                | Andrea Ruggiero (Ind.)      | 14.156      | 73,72       | —             | —             | 21 / 24 |
| Napoli    | Volla                 |                 | Sergio Di Martino  |                | Giuliano di Costanzo (Ind.) | 3.153       | 26,86       | 5.377         | 52,17         | 10 / 16 |
| Caserta   | Lusciano              |                 | Biagio Del Prete   |                | Marco Valentino (Ind.)      | 6.037       | 65,15       | —             | —             | 12 / 16 |
| Salerno   | Capaccio Paestum      |                 | Davide Lo Castro   |                | Gaetano Paolino (Ind.)      | 6.988       | 57,63       | —             | —             | 10 / 16 |

## Città metropolitana di Napoli

### Casavatore
| Candidati                                       | Candidati                 | Voti                 | %     | Liste                  | Voti  | %     | Seggi |
| ----------------------------------------------- | ------------------------- | -------------------- | ----- | ---------------------- | ----- | ----- | ----- |
|                                                 | Fabrizio Celaj ✔️ Sindaco | 4 849                | 50,46 | Partito Democratico    | 1 688 | 17,98 | 3     |
| Casavatore Civica                               | Fabrizio Celaj ✔️ Sindaco | 4 849                | 50,46 | 1 367                  | 14,56 | 3     |       |
| Lista Paolo Spinuso per Casavatore in Azione    | Fabrizio Celaj ✔️ Sindaco | 4 849                | 50,46 | 857                    | 9,13  | 2     |       |
| Movimento per Casavatore                        | Fabrizio Celaj ✔️ Sindaco | 4 849                | 50,46 | 526                    | 5,60  | 1     |       |
| Casavatore Viva                                 | Fabrizio Celaj ✔️ Sindaco | 4 849                | 50,46 | 511                    | 5,44  | 1     |       |
| Totale liste                                    | Fabrizio Celaj ✔️ Sindaco | 4 849                | 50,46 | 4 949                  | 52,72 | 10    |       |
|                                                 | Vito Marino               | 4 510                | 46,94 | Insieme per Casavatore | 1 202 | 12,80 | 2     |
| Idea Democratica                                | Vito Marino               | 4 510                | 46,94 | 968                    | 10,31 | 1     |       |
| Con Vito Marino Sindaco - La Voce dei Cittadini | Vito Marino               | 4 510                | 46,94 | 738                    | 7,86  | 1     |       |
| Casavatore sei tu                               | Vito Marino               | 4 510                | 46,94 | 716                    | 7,63  | 1     |       |
| Cammino in Comune                               | Vito Marino               | 4 510                | 46,94 | 574                    | 6,11  | –     |       |
| Seggio di coalizione                            | Seggio di coalizione      | Seggio di coalizione | 46,94 | 1                      |       |       |       |
| Totale liste                                    | Vito Marino               | 4 510                | 46,94 | 4 198                  | 44,72 | 5     |       |
|                                                 | Mauro Muto                | 250                  | 2,60  | Fratelli d'Italia      | 240   | 2,56  | –     |
| Totale                                          | Totale                    | 9 609                | 100   |                        | 9 387 | 100   | 16    |

### Giugliano in Campania
| Candidati                    | Candidati                         | Voti                 | %     | Liste                      | Voti   | %     | Seggi |
| ---------------------------- | --------------------------------- | -------------------- | ----- | -------------------------- | ------ | ----- | ----- |
|                              | Diego Nicola D'Alterio ✔️ Sindaco | 22 426               | 51,14 | Partito Democratico        | 7 642  | 17,70 | 7     |
| Giugliano Democratica        | Diego Nicola D'Alterio ✔️ Sindaco | 22 426               | 51,14 | 4 426                      | 10,25  | 4     |       |
| Lista Guarino                | Diego Nicola D'Alterio ✔️ Sindaco | 22 426               | 51,14 | 3 079                      | 7,13   | 3     |       |
| Italia Viva                  | Diego Nicola D'Alterio ✔️ Sindaco | 22 426               | 51,14 | 2 499                      | 5,79   | 2     |       |
| Comitato Civico Costiero     | Diego Nicola D'Alterio ✔️ Sindaco | 22 426               | 51,14 | 2 171                      | 5,03   | 2     |       |
| Azione con Calenda           | Diego Nicola D'Alterio ✔️ Sindaco | 22 426               | 51,14 | 2 115                      | 4,90   | 2     |       |
| Totale liste                 | Diego Nicola D'Alterio ✔️ Sindaco | 22 426               | 51,14 | 21 932                     | 50,80  | 20    |       |
|                              | Giovanni Pianese                  | 19 571               | 44,63 | Fratelli d'Italia          | 5 226  | 12,11 | 3     |
| Forza Italia - PPE           | Giovanni Pianese                  | 19 571               | 44,63 | 4 437                      | 10,28  | 3     |       |
| Noi con Giugliano            | Giovanni Pianese                  | 19 571               | 44,63 | 2 836                      | 6,57   | 2     |       |
| Liberali e Riformisti - NPSI | Giovanni Pianese                  | 19 571               | 44,63 | 2 149                      | 4,98   | 1     |       |
| Unione di Centro             | Giovanni Pianese                  | 19 571               | 44,63 | 2 020                      | 4,68   | 1     |       |
| Vivere Giugliano             | Giovanni Pianese                  | 19 571               | 44,63 | 1 687                      | 3,91   | 1     |       |
| Insieme per Giugliano        | Giovanni Pianese                  | 19 571               | 44,63 | 1 299                      | 3,01   | –     |       |
| Seggio di coalizione         | Seggio di coalizione              | Seggio di coalizione | 44,63 | 1                          |        |       |       |
| Totale liste                 | Giovanni Pianese                  | 19 571               | 44,63 | 19 654                     | 45,52  | 11    |       |
|                              | Salvatore Pezzella                | 1 852                | 4,22  | Salvatore Pezzella Sindaco | 1 586  | 3,67  | –     |
| Totale                       | Totale                            | 43 849               | 100   |                            | 43 172 | 100   | 32    |

### Marigliano
| Candidati                               | Candidati                   | Voti                 | %     | Liste               | Voti   | %     | Seggi |
| --------------------------------------- | --------------------------- | -------------------- | ----- | ------------------- | ------ | ----- | ----- |
|                                         | Gaetano Bocchino ✔️ Sindaco | 9 494                | 55,20 | Partito Democratico | 3 199  | 19,11 | 4     |
| Azione con Calenda                      | Gaetano Bocchino ✔️ Sindaco | 9 494                | 55,20 | 1 707               | 10,20  | 2     |       |
| Insieme Marigliano                      | Gaetano Bocchino ✔️ Sindaco | 9 494                | 55,20 | 1 683               | 10,05  | 2     |       |
| Per le Persone e la Comunità Marigliano | Gaetano Bocchino ✔️ Sindaco | 9 494                | 55,20 | 838                 | 5,01   | 1     |       |
| Impegno Civico Insieme                  | Gaetano Bocchino ✔️ Sindaco | 9 494                | 55,20 | 725                 | 4,33   | 1     |       |
| Totale liste                            | Gaetano Bocchino ✔️ Sindaco | 9 494                | 55,20 | 8 152               | 48,69  | 10    |       |
|                                         | Paolo Russo                 | 7 523                | 43,74 | Fare Democratico    | 3 246  | 19,39 | 3     |
| Paolo Russo Sindaco                     | Paolo Russo                 | 7 523                | 43,74 | 2 471               | 14,76  | 2     |       |
| Il Centro - Tempi Nuovi per Marigliano  | Paolo Russo                 | 7 523                | 43,74 | 927                 | 5,54   | –     |       |
| La Città che Vogliamo                   | Paolo Russo                 | 7 523                | 43,74 | 695                 | 4,15   | –     |       |
| Fratelli per Marigliano                 | Paolo Russo                 | 7 523                | 43,74 | 640                 | 3,82   | –     |       |
| Oggi Paolo Russo Sindaco                | Paolo Russo                 | 7 523                | 43,74 | 497                 | 2,97   | –     |       |
| Seggio di coalizione                    | Seggio di coalizione        | Seggio di coalizione | 43,74 | 1                   |        |       |       |
| Totale liste                            | Paolo Russo                 | 7 523                | 43,74 | 8 476               | 50,63  | 5     |       |
|                                         | Ciro Panariello             | 181                  | 1,05  | Cambiamo Marigliano | 113    | 0,67  | –     |
| Totale                                  | Totale                      | 17 198               | 100   |                     | 16 741 | 100   | 20    |

### Nola
| Candidati            | Candidati                  | Voti                 | %     | Liste                | Voti   | %     | Seggi |
| -------------------- | -------------------------- | -------------------- | ----- | -------------------- | ------ | ----- | ----- |
|                      | Andrea Ruggiero ✔️ Sindaco | 14 156               | 73,72 | Fare Democratico     | 3 859  | 20,51 | 6     |
| Nola Popolare        | Andrea Ruggiero ✔️ Sindaco | 14 156               | 73,72 | 3 283                | 17,45  | 5     |       |
| Solo per Nola        | Andrea Ruggiero ✔️ Sindaco | 14 156               | 73,72 | 3 057                | 16,25  | 4     |       |
| Più Nola Oltre       | Andrea Ruggiero ✔️ Sindaco | 14 156               | 73,72 | 2 167                | 11,52  | 3     |       |
| Nola sul Serio       | Andrea Ruggiero ✔️ Sindaco | 14 156               | 73,72 | 1 857                | 9,87   | 2     |       |
| P.E.R. Nola          | Andrea Ruggiero ✔️ Sindaco | 14 156               | 73,72 | 821                  | 4,36   | 1     |       |
| Nola Bene Comune     | Andrea Ruggiero ✔️ Sindaco | 14 156               | 73,72 | 373                  | 1,98   | –     |       |
| Totale liste         | Andrea Ruggiero ✔️ Sindaco | 14 156               | 73,72 | 15 417               | 81,94  | 21    |       |
|                      | Maurizio Barbato           | 2 169                | 11,30 | Fratelli d'Italia    | 840    | 4,46  | –     |
| Seggio di coalizione | Seggio di coalizione       | Seggio di coalizione | 11,30 | 1                    |        |       |       |
|                      | Antonio Ciniglio           | 2 012                | 10,48 | Il Gelso - Nola 2040 | 1 838  | 9,77  | 1     |
| Seggio di coalizione | Seggio di coalizione       | Seggio di coalizione | 10,48 | 1                    |        |       |       |
|                      | Agostino Ruggiero          | 866                  | 4,51  | Socialisti per Nola  | 719    | 3,82  | –     |
| Totale               | Totale                     | 19 203               | 100   |                      | 18 814 | 100   | 24    |

### Volla
| Candidati                        | Candidati                       | II turno             | II turno          | I turno | I turno | Liste                        | Voti   | %     | Seggi |
| Candidati                        | Candidati                       | Voti                 | %                 | Voti    | %       | Liste                        | Voti   | %     | Seggi |
| -------------------------------- | ------------------------------- | -------------------- | ----------------- | ------- | ------- | ---------------------------- | ------ | ----- | ----- |
|                                  | Giuliano Di Costanzo ✔️ Sindaco | 5 377                | 52,17             | 3 153   | 26,86   | Partito Democratico          | 1 171  | 10,56 | 4     |
| Moderati per Volla               | Giuliano Di Costanzo ✔️ Sindaco | 5 377                | 52,17             | 3 153   | 26,86   | 1 032                        | 9,31   | 4     |       |
| Liberi Insieme                   | Giuliano Di Costanzo ✔️ Sindaco | 5 377                | 52,17             | 3 153   | 26,86   | 482                          | 4,35   | 1     |       |
| Viva Volla                       | Giuliano Di Costanzo ✔️ Sindaco | 5 377                | 52,17             | 3 153   | 26,86   | 441                          | 3,98   | 1     |       |
| Totale liste                     | Giuliano Di Costanzo ✔️ Sindaco | 5 377                | 52,17             | 3 153   | 26,86   | 3 126                        | 28,20  | 10    |       |
|                                  | Pasquale Donato                 | 4 930                | 47,83             | 3 548   | 30,23   | Fratelli d’Italia            | 1 427  | 12,87 | 1     |
| Forza Italia                     | Pasquale Donato                 | 4 930                | 47,83             | 3 548   | 30,23   | 1 077                        | 9,72   | 1     |       |
| Radici in Comune                 | Pasquale Donato                 | 4 930                | 47,83             | 3 548   | 30,23   | 846                          | 7,63   | –     |       |
| Seggio di coalizione             | Seggio di coalizione            | Seggio di coalizione | 47,83             | 3 548   | 30,23   | 1                            |        |       |       |
| Totale liste                     | Pasquale Donato                 | 4 930                | 47,83             | 3 548   | 30,23   | 3 350                        | 30,22  | 3     |       |
|                                  | Pasquale Di Marzo               | Pasquale Di Marzo    | Pasquale Di Marzo | 2 675   | 22,79   | Oblò per Volla               | 991    | 8,94  | 1     |
| Uniamo Volla                     | Pasquale Di Marzo               | Pasquale Di Marzo    | Pasquale Di Marzo | 2 675   | 22,79   | 685                          | 6,18   | –     |       |
| Volla 2025                       | Pasquale Di Marzo               | Pasquale Di Marzo    | Pasquale Di Marzo | 2 675   | 22,79   | 563                          | 5,08   | –     |       |
| Il Giglio - Legalità e Giustizia | Pasquale Di Marzo               | Pasquale Di Marzo    | Pasquale Di Marzo | 2 675   | 22,79   | 234                          | 2,11   | –     |       |
| Seggio di coalizione             | Seggio di coalizione            | Seggio di coalizione | Pasquale Di Marzo | 2 675   | 22,79   | 1                            |        |       |       |
| Totale liste                     | Pasquale Di Marzo               | Pasquale Di Marzo    | Pasquale Di Marzo | 2 675   | 22,79   | 2 473                        | 22,31  | –     |       |
|                                  | Gianluca Pipolo                 | Gianluca Pipolo      | Gianluca Pipolo   | 1 329   | 11,32   | Per le Persone e la Comunità | 710    | 6,41  | –     |
| Noi con Volla                    | Gianluca Pipolo                 | Gianluca Pipolo      | Gianluca Pipolo   | 1 329   | 11,32   | 529                          | 4,77   | –     |       |
| Seggio di coalizione             | Seggio di coalizione            | Seggio di coalizione | Gianluca Pipolo   | 1 329   | 11,32   | 1                            |        |       |       |
| Totale liste                     | Gianluca Pipolo                 | Gianluca Pipolo      | Gianluca Pipolo   | 1 329   | 11,32   | 1 239                        | 11,18  | –     |       |
|                                  | Gennaro Burriello               | Gennaro Burriello    | Gennaro Burriello | 667     | 5,68    | Potere al Popolo!            | 590    | 5,32  | –     |
|                                  | Roberto Barbato                 | Roberto Barbato      | Roberto Barbato   | 365     | 3,11    | La mia Volla                 | 307    | 2,77  | –     |
| Totale                           | Totale                          | 10 307               | 100               | 11 737  | 100     |                              | 11 085 | 100   | 16    |

## Provincia di Caserta

### Lusciano
| Candidati               | Candidati                  | Voti                 | %     | Liste                | Voti  | %     | Seggi |
| ----------------------- | -------------------------- | -------------------- | ----- | -------------------- | ----- | ----- | ----- |
|                         | Marco Valentino ✔️ Sindaco | 6 037                | 65,15 | Insieme per Lusciano | 1 554 | 17,39 | 3     |
| Noi per Lusciano        | Marco Valentino ✔️ Sindaco | 6 037                | 65,15 | 1 487                | 16,64 | 3     |       |
| Lusciano Riparte        | Marco Valentino ✔️ Sindaco | 6 037                | 65,15 | 1 403                | 15,70 | 2     |       |
| Lusciano Futura         | Marco Valentino ✔️ Sindaco | 6 037                | 65,15 | 1 075                | 12,03 | 2     |       |
| Impegno e Innovazione   | Marco Valentino ✔️ Sindaco | 6 037                | 65,15 | 1 008                | 11,28 | 2     |       |
| Totale liste            | Marco Valentino ✔️ Sindaco | 6 037                | 65,15 | 6 227                | 69,70 | 12    |       |
|                         | Matrona Brunitto           | 1 659                | 17,90 | Uniamo Lusciano      | 1 202 | 13,45 | 1     |
| Liberamente             | Matrona Brunitto           | 1 659                | 17,90 | 77                   | 0,86  | –     |       |
| Seggio di coalizione    | Seggio di coalizione       | Seggio di coalizione | 17,90 | 1                    |       |       |       |
| Totale liste            | Matrona Brunitto           | 1 659                | 17,90 | 1 279                | 14,32 | 1     |       |
|                         | Giuseppe Mariniello        | 1 344                | 14,50 | Sveglia Lusciano     | 665   | 7,44  | 1     |
| Guarda Lontano Lusciano | Giuseppe Mariniello        | 1 344                | 14,50 | 571                  | 6,39  | –     |       |
| Seggio di coalizione    | Seggio di coalizione       | Seggio di coalizione | 14,50 | 1                    |       |       |       |
| Totale liste            | Giuseppe Mariniello        | 1 344                | 14,50 | 1 236                | 13,83 | 1     |       |
|                         | Nicola Mottola             | 204                  | 2,20  | Civitas              | 177   | 1,98  | –     |
|                         | Antonio Vettone            | 23                   | 0,25  | La Forza di Fare     | 8     | 0,09  | –     |
| Corriamo Insieme        | Antonio Vettone            | 23                   | 0,25  | 6                    | 0,07  | –     |       |
| Lusciano Cresce         | Antonio Vettone            | 23                   | 0,25  | 1                    | 0,01  | –     |       |
| Totale liste            | Antonio Vettone            | 23                   | 0,25  | 15                   | 0,17  | –     |       |
| Totale                  | Totale                     | 9 267                | 100   |                      | 8 934 | 100   | 16    |

## Provincia di Salerno

### Capaccio Paestum
| Candidati                               | Candidati                  | Voti                 | %     | Liste                               | Voti   | %     | Seggi |
| --------------------------------------- | -------------------------- | -------------------- | ----- | ----------------------------------- | ------ | ----- | ----- |
|                                         | Gaetano Paolino ✔️ Sindaco | 6 988                | 57,63 | Nuovi Orizzonti Capaccio Paestum    | 2 102  | 17,97 | 3     |
| Paolino Sindaco per Capaccio Paestum    | Gaetano Paolino ✔️ Sindaco | 6 988                | 57,63 | 1 970                               | 16,84  | 3     |       |
| Capaccio Paestum Sostenibile e Solidale | Gaetano Paolino ✔️ Sindaco | 6 988                | 57,63 | 1 679                               | 14,35  | 2     |       |
| Capaccio Paestum nel Cuore              | Gaetano Paolino ✔️ Sindaco | 6 988                | 57,63 | 1 398                               | 11,95  | 2     |       |
| Totale liste                            | Gaetano Paolino ✔️ Sindaco | 6 988                | 57,63 | 7 149                               | 61,11  | 10    |       |
|                                         | Simona Corradino           | 3 794                | 31,29 | Simona Sindaco per Capaccio Paestum | 946    | 8,09  | 1     |
| Forza Capaccio Paestum                  | Simona Corradino           | 3 794                | 31,29 | 917                                 | 7,84   | 1     |       |
| Popolo di Capaccio Paestum              | Simona Corradino           | 3 794                | 31,29 | 826                                 | 7,06   | 1     |       |
| Tutti! con Simona Sindaco               | Simona Corradino           | 3 794                | 31,29 | 539                                 | 4,61   | –     |       |
| Seggio di coalizione                    | Seggio di coalizione       | Seggio di coalizione | 31,29 | 1                                   |        |       |       |
| Totale liste                            | Simona Corradino           | 3 794                | 31,29 | 3 228                               | 27,59  | 3     |       |
|                                         | Carmine Caramante          | 1 344                | 11,08 | Fratelli d'Italia                   | 843    | 7,21  | 1     |
| Primavera                               | Carmine Caramante          | 1 344                | 11,08 | 264                                 | 2,26   | –     |       |
| Libertà è Partecipazione                | Carmine Caramante          | 1 344                | 11,08 | 154                                 | 1,32   | –     |       |
| Niente Paura                            | Carmine Caramante          | 1 344                | 11,08 | 60                                  | 0,51   | –     |       |
| Seggio di coalizione                    | Seggio di coalizione       | Seggio di coalizione | 11,08 | 1                                   |        |       |       |
| Totale liste                            | Carmine Caramante          | 1 344                | 11,08 | 1 321                               | 11,29  | 1     |       |
| Totale                                  | Totale                     | 12 126               | 100   |                                     | 11 698 | 100   | 16    |